# Voo Garuda Indonesia 152
O voo Garuda Indonésia 152 era um voo doméstico regular entre o Aeroporto Internacional Soekarno-Hatta em Jacarta e o Aeroporto Internacional da Polónia em Medan, realizado por um Airbus A300B4 com registro PK-GAI e operado por Garuda Airlines.
Em 26 de setembro de 1997, o voo 152, pilotado por Rahmo Wiyogo, um piloto de 42 anos com mais de 20 anos de experiência em Garuda e mais de 12000 horas de voo, e o primeiro oficial Tata Zuwaldi, um ex-engenheiro de voo que recentemente se tornou piloto, ele explode em uma floresta montanhosa a 48 km Medan em condições de baixa visibilidade causada pelo nevoeiro no sudeste da Ásia 1997. Os 234 passageiros e tripulantes a bordo do avião morreram no desastre. O local do impacto foi uma série de desfiladeiros perto da aldeia de Buah Nabar, no distrito Sibolangit ao sul de Medan.
O voo 152 é o mais grave acidente com um único avião ocorrido na Indonésia e foi o acidente aéreo que causou mais mortes em 1997.